# Juan Antonio Ortega y Díaz-Ambrona
Juan Antonio Ortega y Díaz-Ambrona (Madrid, 11 de desembre de 1939) és un polític i advocat espanyol. Des de novembre del 2009 desenvolupa la tasca de magistrat del Tribunal Constitucional d'Andorra per designació del bisbe d'Urgell. Fou ministre d'Espanya sota les presidències d'Adolfo Suárez i Leopoldo Calvo-Sotelo.

## Biografia
Va néxier el 1939 a la ciutat de Madrid. Va estudiar dret a la Universitat de Madrid, on també estudià filosofia i lletres, esdevenint posteriorment lletrat del Consell d'Estat.
Com a advocat ha estat director d'assumptes institucionals i corporatius de Repsol (1995-2002), i conseller d'empreses com Gas Natural, Campsa, Societat Catalana de Capital de Risc i la Compañía Logística de Hidrocaburos (CLH).

## Activitat política
Membre d'Unió de Centre Democràtic (UCD), l'any 1977 fou nomenat secretari general tècnic del Ministeri de Justícia, el 1978 sotsecretari d'aquest mateix ministeri i finalment, després de les eleccions generals de 1979 Secretari d'Estat per al Desenvolupament Constitucional a la Presidència del Govern.
El maig de 1980, en una remodelació del seu govern, Adolfo Suárez el nomenà Ministre Adjunt al President i Encarregat de la Coordinació Legislativa, sent nomenat el setembre del mateix any Ministre d'Educació, càrrec en el qual fou ratificat per Leopoldo Calvo-Sotelo el gener de 1981. Finalment, però, fou destituït el desembre d'aquell mateix any.
L'any 1982 fou nomenat Secretari General del seu partit, càrrec des del qual hagué de signar la dissolució de la UCD el 18 de febrer de 1983.